# Rigodium brachypodium
Rigodium brachypodium är en bladmossart som beskrevs av Jean Édouard Gabriel Narcisse Paris 1898. Rigodium brachypodium ingår i släktet Rigodium och familjen Lembophyllaceae. Inga underarter finns listade i Catalogue of Life.